# Crashbox (Fernsehserie)
Crashbox ist eine kanadisch-US-amerikanische Kinderserie, die von Eamon Harrington und John Watkin für HBO Family produziert wurde und von 1999 bis 2000 ausgestrahlt wurde.
Ziel der Serie war es, Kindern und Jugendlichen Kenntnisse über Mathematik, Technik, Natur und Sprache näherzubringen.
Crashbox war zusammen mit A Little Curious eines der Originalprogramme für den Relaunch des HBO-Family-Kanals im Februar 1999.
Die Serie wurde von Planet Grande Pictures produziert. Die Animationen stammen aus den Cuppa Coffee Studios unter der Leitung von Adam Shaheen.

## Form und Inhalt
Die Show findet im Inneren eines Computers statt, in dem grüne Spielkassetten von Robotern erstellt und bespielt werden. Der Aufbau der Episoden ist ähnlich wie bei The Electric Company. Jede halbstündige Episode besteht aus sieben 2- bis 5-minütigen Lernspielen und teilweise einem achten Bonusspiel. Die einzelnen Sketche sind weder inhaltlich noch chronologisch miteinander verbunden.

## Spiele der Show in alphabetischer Reihenfolge
- Captain Bones - Captain Bones, das Skelett eines Piraten, lässt die Zuschauer mathematische Probleme und andere Rätseln löse, indem seine Knochen die Zahlen oder Objekte bilden und die Zuschauer einen seiner Knochen bewegen, um es zu lösen.
- Dirty Pictures - In einem wegen Reinigungsarbeiten geschlossenen Museum staubt eine Mitarbeiterin ein Bild ab, während ein Wachmann Karten hochhält, die Hinweise auf die Person auf dem Bild geben.
- Distraction News - Eine Zeitungsredakteurin erzählt den Zuschauern über bestimmte Dinge
- Ear We Are* - Ein  linkes Ohr und ein rechtes Ohr beschreiben Geräusche, die Zuschauer erraten, auf welches Ereignis sich die Geräusche beziehen.
- Eddie Bull - Eddie Bull gibt den Zuschauern Hinweise, welches Tier im Walla Walla Washington-Zoo ihn gefressen hat.
- Haunted House Party - An einer Spukhaus-Party nehmen Geister teil, die Zuschauer sollen eine historische Figur, den „Ehrengeist“ identifizieren.
- Lens McCracken* - Der Detektiv Lens McCracken entwickelt vergrößerte und verschwommene Fotos aus einem Fall, an dem er arbeitet, den die Zuschauer lösen müssen.
- Mug Shots - Detective Verity zeigt den Zuschauern Aufnahmen von Tatverdächtigen und ihren Aussagen während der Verhöre.
- Paige und Sage* - Ein unsichtbares Mädchen aus dem Tal spricht durch die Bilder der eineiigen Barbie-Puppe Zwillinge Paige und Sage, wobei die Zuschauer die Unterschiede in den Bildern erkennen müssen.
- Poop or Scoop - Der Ansager des Spiels macht Aussagen über bestimmte Tieren. Der Zuschauer muss raten, ob die Angaben wahr oder falsch sind.
- Psycho Math - Der Roboter Professor Rocket stellt den Zuschauern Mathematikaufgaben.
- Radio Scramble - Das anthropomorphisches Mikrofon DJ Jumping Johnny Jumble lässt die Zuschauer ein Wort entschlüsseln.
- The Revolting Slob - Eine Puppenskizze, in der eine höfliche weibliche Stimme den unordentlichen Revolting Slob verwendet, um eine Vokabelfrage mit drei Antworten zu beschreiben.
- Riddle Snake - Ein unsichtbarer Raj liest die Rätsel einer Rätselschlange vor, die die Zuschauer lösen müssen.
- Sketch Pad - Der Beatnik Sketch Pad zeichnet Bilder von einigen Dingen, die in einem rätselähnlichen Szenario passieren, da die Zuschauer den Grund dafür finden müssen, warum diese bestimmten Dinge passieren. Das Ziel des Spiels ist es, das Ereignis oder das Ergebnis zu erraten, das Sketch Pad nicht erwähnt hat.
- Zehn Sekunden - Ein Supercomputer gibt den Zuschauern zehn Sekunden, um jedes der vier in den Episoden #1-39 oder fünf in den Episoden #40-51 Rätsel zu lösen und die Antwort zu erraten.
- Think Tank - In einem Aquarium lässt der U-Boot-Kapitän Captain Bob die Zuschauer ein Wort suchen, das erklärt, was jedes der drei erscheinenden Dinge gemeinsam hat.
- (Chef)Word Shake* - Ein französisch-akzentuiertes Mutoskop namens Chef Word Shake zeigt zwei oder drei Buchstaben, Wörter oder Sätze, die von den Zuschauern zu einem Wort bzw. einem Satz kombiniert werden sollen.

Gegen Ende jeder Episode fassen die Roboter die meisten Spiele zusammen. Mit einem Sternchen (*) gekennzeichnete Segmente erscheinen in der zweiten Staffel nicht.